# Barylypa elongata
Barylypa elongata är en stekelart som först beskrevs av Davis 1898.  Barylypa elongata ingår i släktet Barylypa och familjen brokparasitsteklar. Inga underarter finns listade.